# آشوتسک
آشوتسک (به ارمنی: Աշոցք) یک روستا در ارمنستان است که در استان شیراک واقع شده‌است. آشوتسک در ۳۵ کیلومتری شمال گیومری، مرکز استان شیراک واقع شده‌است.

## خصوصیات
آشوتسک ۲٬۴۸۲ نفر جمعیت دارد و در ارتفاع ۱۹۹۰ متر بالاتر از سطح دریا قرار گرفته‌است.

## نگارخانه

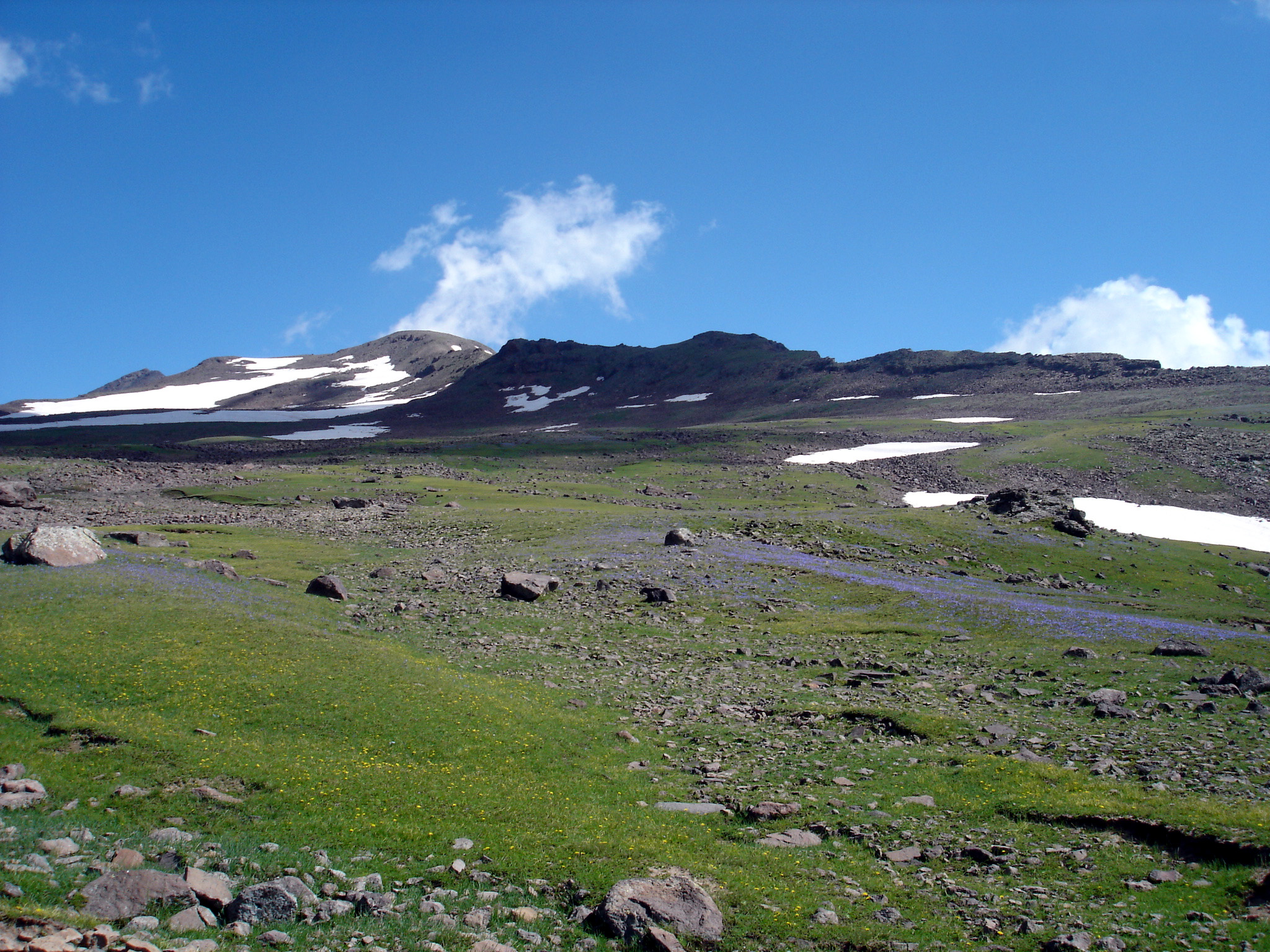